# Башня Кулдъялг
Башня Ку́лдъя́лг (эст. Kuldjala torn — «золотой ноги башня») — фортификационное сооружение Таллинской крепостной стены. Расположена между башнями Саунаторн и Нуннадетагуне. Памятник архитектуры XV века.

## История
Появление этой угловой башни крепостной стены Таллина связано с новым этапом работ по усилению оборонительного пояса в 1311—1320 годах. Со стороны датских властей предъявлялись настойчивые требования к магистрату: обеспечить защиту монастырских территорий, в том числе — женского монастыря св. Михаила. Часть строительных расходов должен был покрыть монастырь, а магистрат был уполномочен при необходимости передвинуть стену в сторону моря насколько сочтёт нужным. С этой целью был построен участок стены от угла монастыря до склона Тоомпеа; на западной стороне монастыря и была заложена башня. 
В строительстве башни можно выделить несколько этапов. B связи с ухудшением внешнеполитического положения города, aктивные работы на городской стене возобновились в 1370—1372 годах. Башню надстроили, образовался промежуточный этаж, который соединили с боевым ходом крепостной стены. Это позволило гораздо выше поднять самый верхний этаж и увеличить зону обстрела.
Название башни de Guldene Voet возникло в 1434 году. Позже стену расширили в северном направлении и построили башню Лёвеншеде (нем. Loewenschede).
Существенные перестройки были осуществлены после 1422 года и в 1610-х годах, когда башня Кулдъялг достигла своей максимальной высоты в 22,5 метра.

## Описание
Башня пятиярусная, имеет подковообразную форму, внутренней частью выходящую в сторону города. Верхние ярусы носили оборонительные функции, а нижние использовались в качестве складских помещений.
Реставрационные работы городской крепостной стены были начаты в 1960-х годах. Тогда были приведены в порядок Кик-ин-де-Кёк, башня Кулдъялг и башня Нуннаторн.
Башня хорошо сохранилась, и в настоящее время её помещения использует молодёжная организация «Кодулинн» («Kodulinn») для проведения выставок и лекций.